# 蒙塔尼亚克拉克朗普斯
蒙塔尼亚克-拉克朗普斯（法語：Montagnac-la-Crempse，法語發音：[mɔ̃taɲak la kʁɛ̃ps]）是法国多尔多涅省的一个市镇，位于该省中部偏西南，属于贝尔热拉克区。

## 地理
蒙塔尼亚克-拉克朗普斯（44°58'52"N, 0°32'46"E）面积25.49 平方千米，位于法国新阿基坦大区多爾多涅省，该省份为法国西南部内陆省份，是法國本土面积第三大的省，大致对应佩里戈尔地区，北起顺时针与夏朗德省、上维埃纳省、科雷兹省、洛特省、洛特-加龙省、吉倫特省和滨海夏朗德省接壤。
与蒙塔尼亚克-拉克朗普斯接壤的市镇（或旧市镇、城区）包括：维朗布拉尔、贝莱马、康普塞格雷、杜维尔、圣马丹德孔布、埃罗-克朗普斯-莫朗斯。
蒙塔尼亚克-拉克朗普斯的时区为UTC+01:00、UTC+02:00（夏令时）。

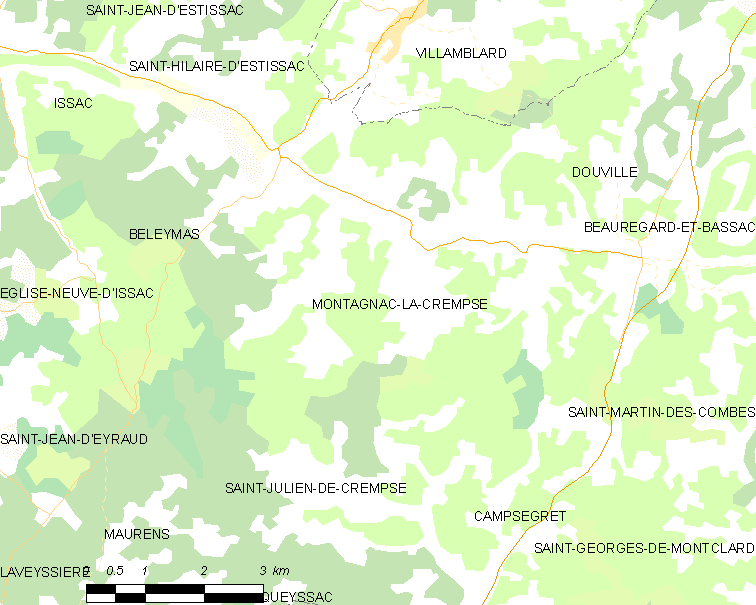
蒙塔尼亚克-拉克朗普斯的OSM定位图

## 行政
蒙塔尼亚克-拉克朗普斯的邮政编码为24140，INSEE市镇编码为24285。

## 政治
蒙塔尼亚克-拉克朗普斯所属的省级选区为中佩里戈尔县。

## 人口
蒙塔尼亚克-拉克朗普斯于2022年1月1日时的人口数量为391人。

1962-2008年间蒙塔尼亚克-拉克朗普斯人口变化图示